# Ancylolomia lentifascialis
Ancylolomia lentifascialis là một loài bướm đêm trong họ Crambidae.